# 米哈伊倫基夫
50°43′23″N 29°56′52″E / 50.72306°N 29.94778°E
米哈伊倫基夫（烏克蘭語：Михайленків）是位於烏克蘭北部的村莊，由基辅州布恰区的博罗江卡市镇負責管轄。該村始建於1890年，面積0.3平方公里，海拔高度142米，2001年人口1，人口密度每平方公里3.33人。